# Квантовий хаос
Квантовий хаос — область фізичних досліджень, що вивчає квантові аналоги систем, для яких у класичній фізиці характерна хаотична поведінка. Основне питання, на яке квантовий хаос намагається відповісти: «Як співвідносяться між собою квантова механіка та класичний хаос?» Принцип відповідності стверджує, що класична механіка є класичною границею квантової механіки. Якщо це так, то в квантовій механіці повинно бути щось, що могло б спричинити класичний хаос. Якщо у квантовій механіці відсутня експоненціальна чутливість до початкових умов, то як така чутливість може виникнути в класичній фізиці, що повинна бути граничним випадком квантової механіки?. Намагаючись знайти відповідь на це основне питання, теорія квантового хаосу використовує кілька різних підходів, серед яких:
- Розвиток методів розв'язування квантових задач у тих випадках, коли збурення не можна вважати малими, і теорія збурень не застосовна, а також вивчення станів із великими квантовими числами.
- Знаходження відповідності між статистичним описом власних значень (рівнів енергії) квантової системи та класичною поведінкою класичної системи з тією ж функцією Гамільтона.
- Напівкласичні методи на зразок теорії періодичних орбіт, що зв'язують класичні траєкторії динамічних систем з квантовими рисами.
- Пряме застосування принципу відповідності.

## Виноски
1. ↑  Quantum Signatures of Chaos, Fritz Haake, Edition: 2, Springer, 2001, ISBN 3-540-67723-2, ISBN 978-3-540-67723-9.
2. ↑  Michael Berry, «Quantum Chaology», pp 104-5 of Quantum: a guide for the perplexed by Jim Al-Khalili (Weidenfeld and Nicolson 2003), http://www.physics.bristol.ac.uk/people/berry_mv/the_papers/Berry358.pdf [Архівовано 8 березня 2013 у Wayback Machine.].